# Alexander Kennedy Paterson
Pour les articles homonymes, voir Paterson.
Alexander Kennedy Paterson est un avocat québécois né le 7 mars 1932 à Montréal. 
Il a fait ses études en droit à l'Université McGill et est admis au Barreau du Québec en 1957.
Il a été président de la Corporation de l'Université Bishop de 1984 à 1987, puis président du conseil d'administration de l'Université McGill depuis 1990.
Il a aussi été négociateur en chef du gouvernement du Québec durant la crise d'Oka.

## Distinctions
- 1982 - Officier de l'Ordre du Canada
- 1994 - Officier de l'Ordre national du Québec
- 1998 - Membre de l'Académie des Grands Montréalais